# Стрепе (Кунео)
Стрепе је насеље у Италији у округу Кунео, региону Пијемонт.
Према процени из 2011. у насељу је живело 63 становника. Насеље се налази на надморској висини од 246 м.